# Euparatettix nigrifemurus
Euparatettix nigrifemurus är en insektsart som beskrevs av Deng, W.-a., Z. Zheng och S.-z. Wei 2007. Euparatettix nigrifemurus ingår i släktet Euparatettix och familjen torngräshoppor. Inga underarter finns listade i Catalogue of Life.